# 新進気鋭
『新進気鋭』（しんしんきえい、Up-and-coming）とは、日本テレビで2012年5月5日から9月29日まで土曜日25:20 - 25:50（2012年7月7日からは土曜日25:35 - 26:05）に放送されたバラエティ番組。

## 概要
お笑い芸人、アーティスト、パフォーマー、アイドルなどの中から、世の中にまだ出ていない新進気鋭な者たちを紹介する。

## 出演者

### MC
- 柳原可奈子
- 他一名ゲストMC

## 放送リスト
| 回 | 放送日        | ゲストMC                         | 出演芸人                                                     | 出演アーティスト            |
| -- | ------------- | -------------------------------- | ------------------------------------------------------------ | --------------------------- |
| 1  | 2012年5月5日  | ユージ                           | あわよくば、ざしきわらし、ボーイフレンド、リンシャンカイホウ | C&K                         |
| 2  | 2012年5月12日 | ユージ                           | 全部、浜口浜村                                               | Goosehouse、BLUE BIRD BEACH |
| 3  | 2012年5月19日 | ユージ                           | スパイク、雷鳥                                               | SAWA、predia                |
| 4  | 2012年6月2日  | ユージ                           | S×L、シーランド、タモンズ、マンキンタン                      | 秋風センチメンタル          |
| 5  | 2012年6月9日  | 平愛梨                           | ハッポゥくん、ニッチェ                                       | 安田奈央、Cheeky Parade     |
| 6  | 2012年6月16日 | 平愛梨                           | 虹の黄昏、ガリバートンネル、ギャルズ                         | LIFriends                   |
| 7  | 2012年6月23日 | 平愛梨、芹那                     | スギタヒロシ、うしろシティ、フレミング                       | Brand New Vibe              |
| 8  | 2012年7月7日  | 芹那                             | 0.03秒、モダンボーイズ、TEAM BANANA                          | Sunya                       |
| 9  | 2012年7月14日 | 芹那                             | 十兵衛、マヂカルラブリー、タンデム・シップ                   | MAICO                       |
| 10 | 2012年7月21日 | SUPER☆GiRLS （後藤彩、田中美麗） | 御茶ノ水男子、ザ・ゴールデンゴールデン、あげは               | Silent Siren                |
| 11 | 2012年7月28日 | SUPER☆GiRLS （後藤彩、田中美麗） | ジェラードン、インポッシブル、坪下健也                       | kevin                       |
| 12 | 2012年8月4日  | SUPER☆GiRLS （後藤彩、田中美麗） | トミドコロ、ゴールドラッシュ、カオポイント                   | アップアップガールズ（仮）  |
| 13 | 2012年8月11日 | 敦士                             | やさしい雨、バイきんぐ、KBBY、笑鷺                           | G20                         |
| 14 | 2012年8月18日 | 敦士                             | さらば青春の光、ツィンテル、ランチランチ                     | WHITE ASH                   |
| 15 | 2012年9月1日  | 敦士 ラフルアー宮澤エマ          | メンソールライト、ジューシーズ、ワンワンニャンニャン         | Tokyo Cheer② Party          |
| 16 | 2012年9月8日  | ラフルアー宮澤エマ               | ミルククラウン、銀シャリ、増山緑                             | NEEKO                       |
| 17 | 2012年9月15日 | ラフルアー宮澤エマ 早見あかり    | 新宿カウボーイ、少年少女、アームストロング                   | 四季彼方、GOLD RUSH         |
| 18 | 2012年9月22日 | 早見あかり                       | R藤本、ななめ45°、トップリード                               | Allies                      |
| 19 | 2012年9月29日 | 早見あかり                       | うしろシティ、トミドコロ、マンキンタン、タモンズ、雷鳥       |                             |

## スタッフ
- ナレーター：森圭介、上田まりえ（日本テレビアナウンサー）
- 技術：NiTRo
- 美術：日テレアート
- 広報：高木明子
- 営業：川北愛子
- 演出監修：高谷和男
- 編成：鈴木淳一
- AP：吉川美由紀
- AD：藤村智子
- デスク：皆川由香
- ディレクター：佐藤宗大、貝山京子、吉川真一朗、高橋朋広、宮太一、渡邉友一郎、佐藤伸一、奥陽介、脇山真太朗、越山理志、蔭山彩
- 演出：五歩一勇治
- プロデューサー：小野隆史、永井英樹、柴田雅美、山口正博（以前はAP）
- チーフプロデューサー：森實陽三
- 企画制作：AX-ON
- 製作著作：日本テレビ